# Lufthansa Group
Lufthansa Group (formalmente Deutsche Lufthansa AG) è una holding tedesca con sede a Colonia, Germania. Il gruppo si è formato con l'acquisizione da parte di Lufthansa di diverse compagnie aeree, tra cui Swiss International Airlines, Austrian Airlines, Brussels Airlines e ITA Airways.
Lufthansa Group (precedentemente Lufthansa) è quotata presso la Borsa di Francoforte dal 1966.

## Il gruppo

### Proprietà

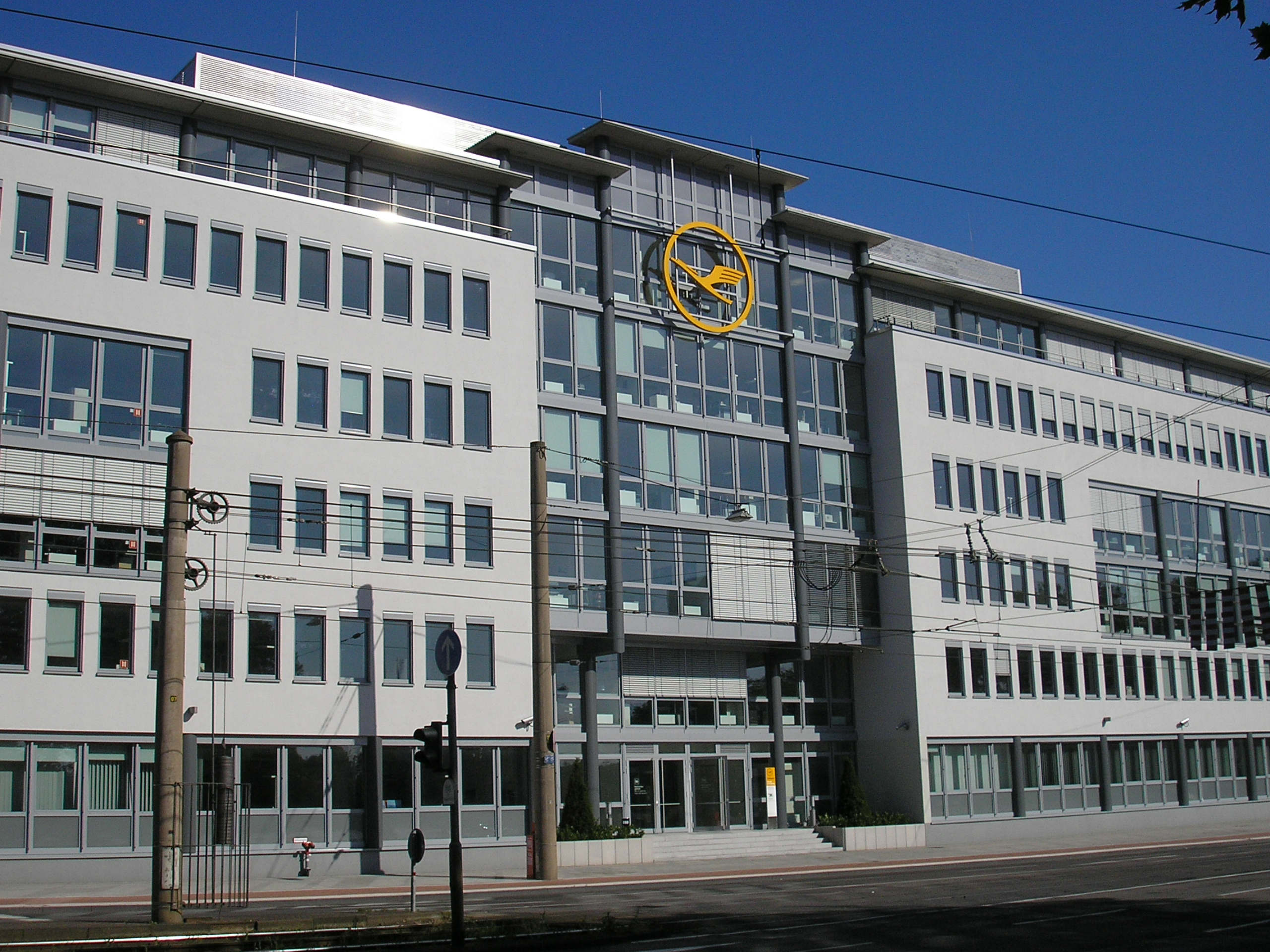
Il quartier generale di Lufthansa a Deutz, Colonia.

Lufthansa era un'impresa statale (e compagnia di bandiera) fino al 1994. Le azioni di Deutsche Lufthansa AG sono quotate in tutte le borse tedesche dal 1966. Oltre al trading di base, vengono negoziate anche elettronicamente utilizzando il sistema Xetra. Alla fine del 2019, il registro degli azionisti mostrava che gli investitori tedeschi detenevano il 67,3% delle azioni (anno precedente: 72,1%). Il secondo gruppo più grande, con il 10,4%, era costituito da azionisti lussemburghesi. Gli investitori statunitensi rappresentavano l'8,1%, seguiti da Irlanda e Regno Unito, ciascuno con il 3,6%. Alla data del bilancio, il 58% delle azioni era detenuto da investitori istituzionali (anno precedente: 53%) e il 42% da privati (anno precedente: 47%). Lansdowne Partners International Ltd. e BlackRock, Inc. erano i maggiori azionisti del Gruppo Lufthansa a fine anno, con il 4,9% e il 3,1% rispettivamente. Durante la crisi dovuta alla pandemia di COVID del 2020, Heinz Hermann Thiele ha aumentato la sua quota a oltre il 12%. Il flottante per le azioni Lufthansa è stato del 67% nel 2020, come da definizione della Deutsche Börse.

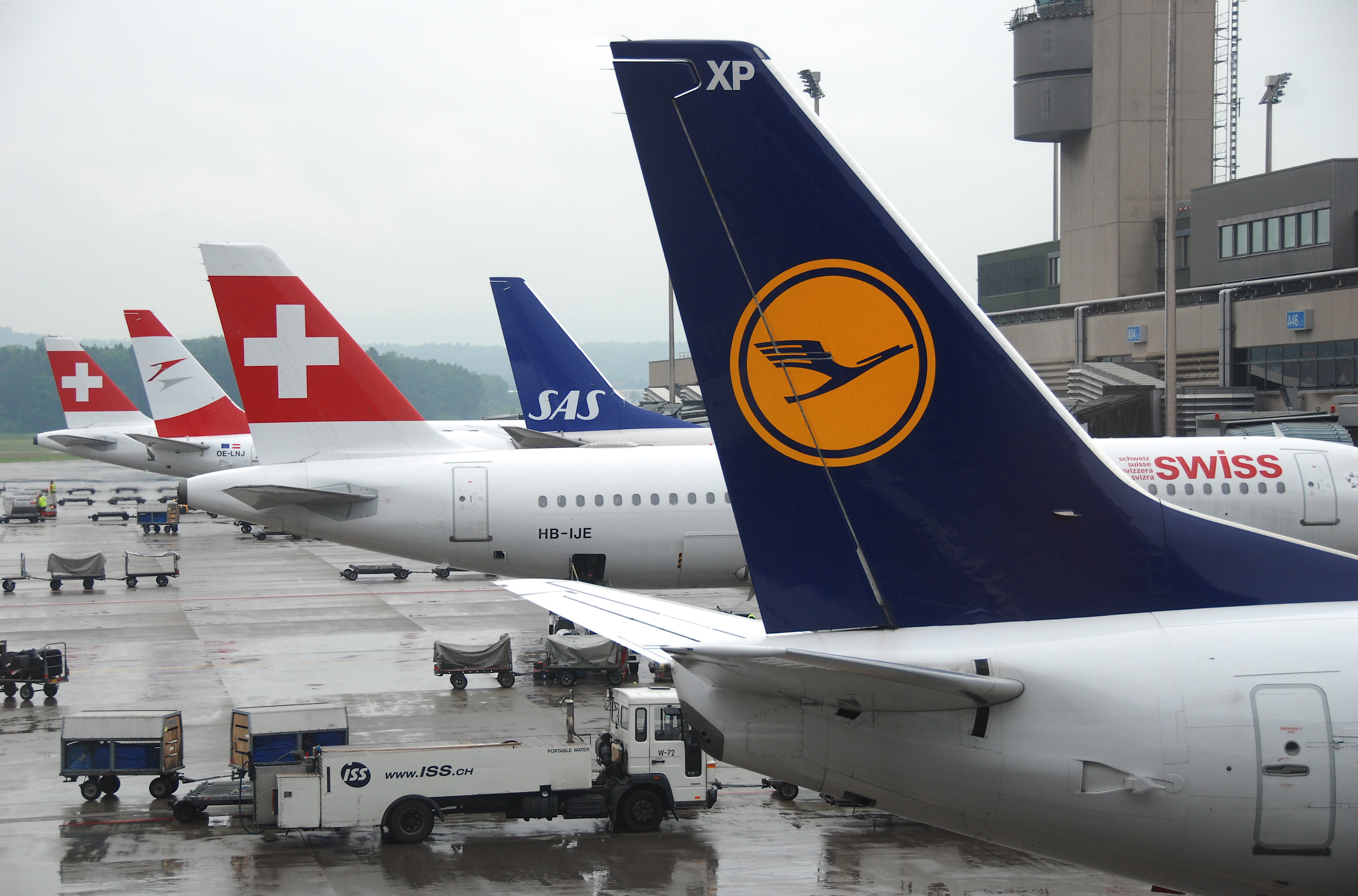
Alcuni aerei di Lufthansa Group all'aeroporto di Zurigo.

### Sussidiarie e affiliate

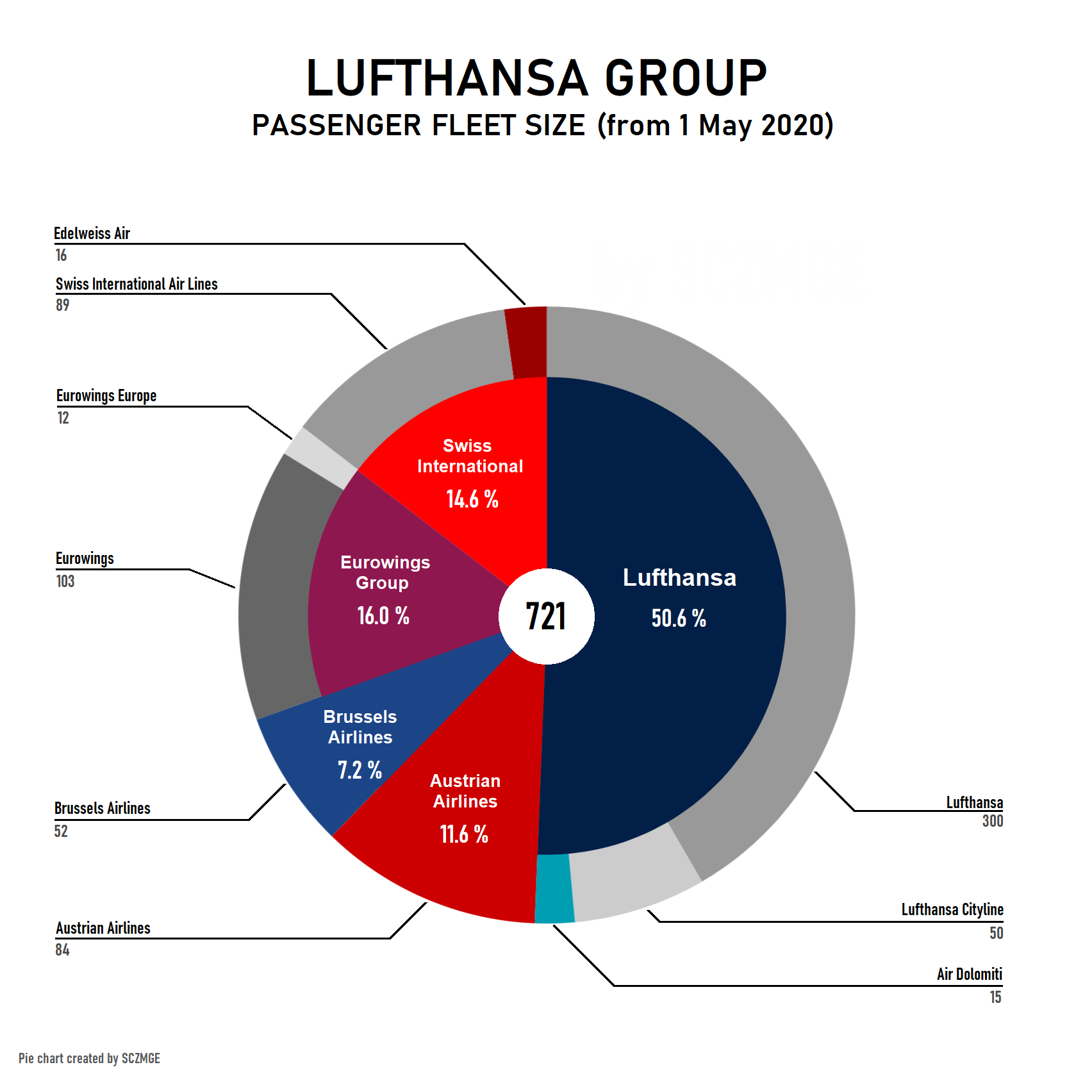
Il gruppo Lufthansa includendo le sussidiarie ed escludendo le compagnie cargo (2020).

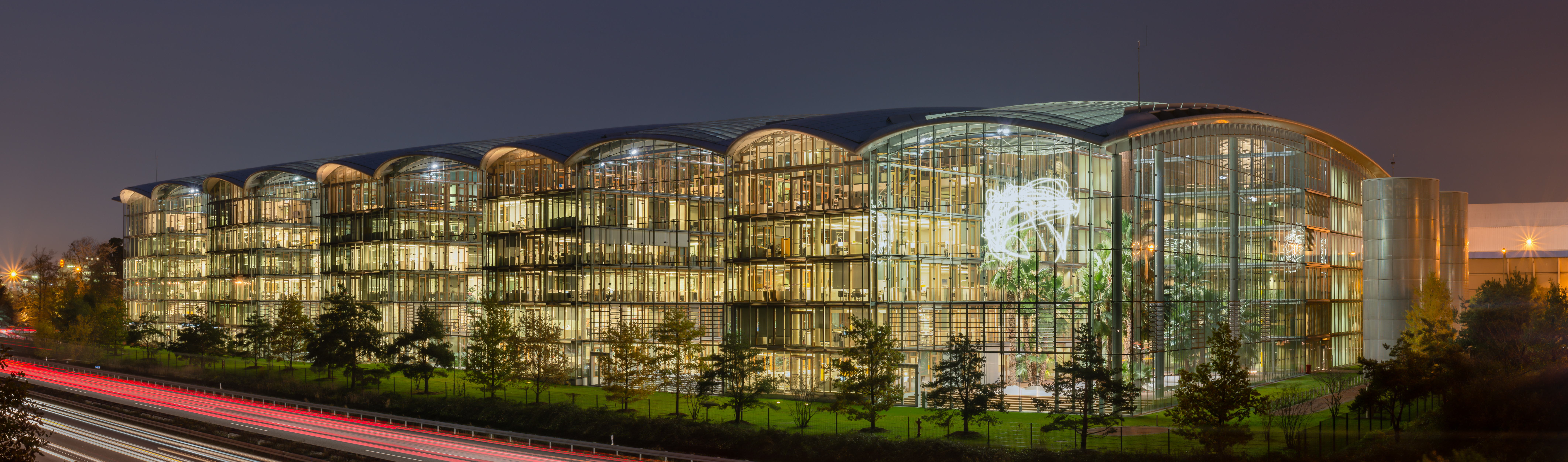
Il Lufthansa Aviation Center all'aeroporto di Francoforte.

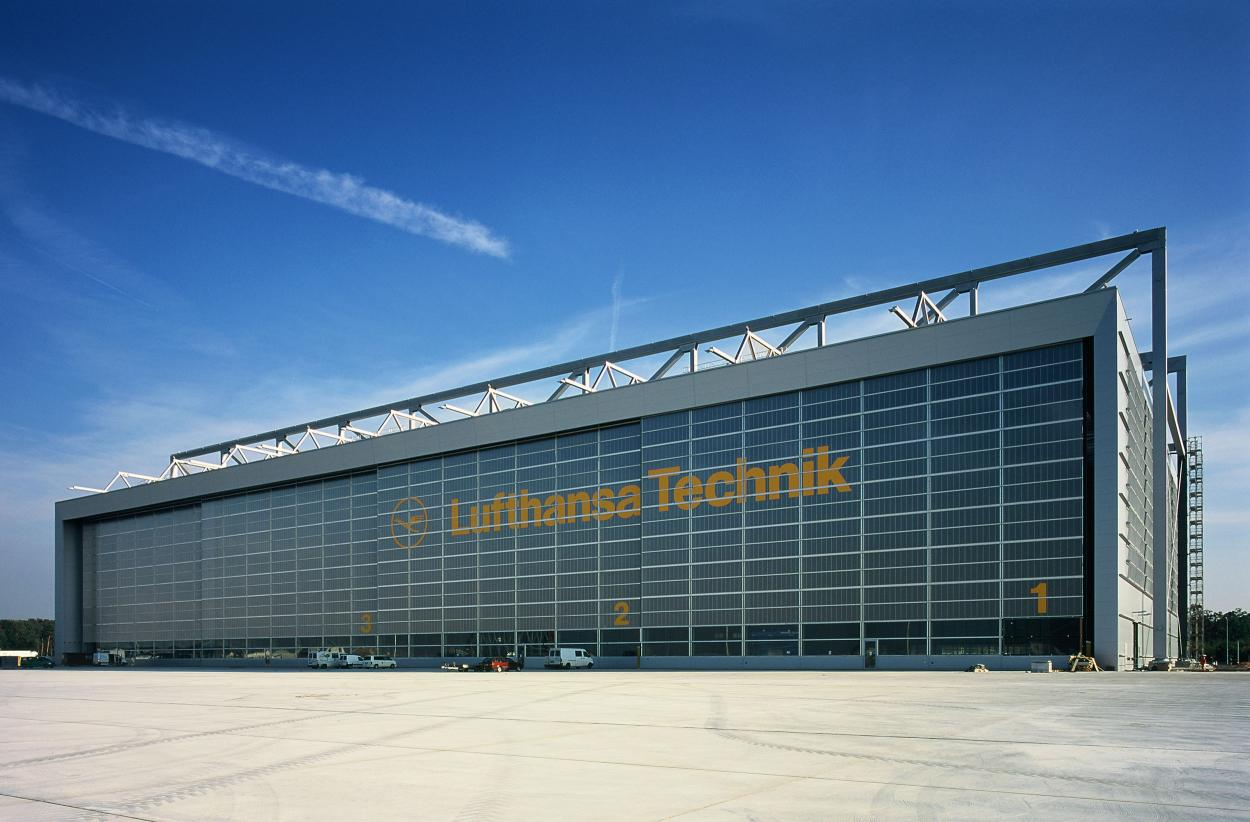
L'hangar di Lufthansa Technik a Francoforte.

#### Compagnie aeree principali
- Lufthansa German Airlines – compagnia di bandiera tedesca con base all'aeroporto di Francoforte e Monaco;
- Austrian Airlines – compagnia di bandiera austriaca con base all'aeroporto di Vienna-Schwechat;
- Brussels Airlines – compagnia di bandiera belga con base all'aeroporto di Bruxelles;
- ITA Airways - compagnia di bandiera italiana di proprietà di Lufthansa (41%) e del Governo Italiano (59%) con base all'aeroporto di Roma-Fiumicino;
- Swiss International Air Lines – compagnia di bandiera svizzera con base all'aeroporto di Zurigo.

#### Compagnie aeree regionali (feeder)
- Air Dolomiti – compagnia aerea regionale italiana con sede a Villafranca di Verona e parte di Lufthansa Regional;
- Lufthansa City Airlines – compagnia aerea regionale tedesca con sede a Monaco;
- Lufthansa CityLine – compagnia aerea regionale tedesca con sede a Monaco e parte di Lufthansa Regional.

#### Compagnie aeree a basso costo
- Eurowings – compagnia aerea a basso costo con base a Düsseldorf;
- Eurowings Europe – compagnia aerea a basso costo con COA maltese, sussidiaria di Eurowings.

#### Compagnie aeree charter
- Discover Airlines – compagnia aerea leisure, sussidiaria di Lufthansa Airlines.
- Edelweiss Air – compagnia aerea leisure, sussidiaria di SWISS.

#### Compagnie aeree cargo
- Lufthansa Cargo – compagnia aerea cargo con base a Francoforte, precedentemente German Cargo.

#### Parzialmente controllate
- AeroLogic – compagnia aerea cargo tedesca di proprietà di una joint venture tra Lufthansa (50%) e DHL (50%);
- SunExpress – compagnia aerea turca di proprietà di Lufthansa (50%) e Turkish Airlines (50%).

#### Controllate in passato
- British Midland International (2009-2011) – compagnia aerea britannica venduta all'International Airlines Group e confluita in British Airways nel 2012;[6]
- Condor Flugdienst (1959-2004) – acquisita gradualmente dal Thomas Cook Group;[7]
- German Cargo (1977-1993) – compagnia aerea cargo, riorganizzata in Lufthansa Cargo;
- Luftfahrtgesellschaft Walter – compagnia aerea tedesca regionale a basso costo confluita in Eurowings nell'ottobre 2017, venduta a Zeitfracht nel 2019;[8]
- Lufthansa Italia (2009-2011) – sussidiaria italiana che condivideva i codici IATA e ICAO e l'indicativo di chiamata con Lufthansa;[9]
- SunExpress Deutschland (2011–2020) – sussidiaria tedesca di SunExpress;[10]
- LSG Sky Chefs (1966–2023) – il più grande fornitore di servizi di catering per compagnie aeree del mondo, che rappresenta un terzo dei pasti delle compagnie aeree del mondo;[11]
- Lufthansa AirPlus Servicekarten GMBH (AirPlus International) – società di pagamento viaggi tramite UATP e Mastercard. Venduta a SEB nel 2024[12]

### Altre sussidiarie
Oltre alle compagnie aeree sopra menzionate, Lufthansa mantiene altre controllate affiliate al trasporto aereo:
- Global Load Control – leader mondiale nei servizi di pesatura e bilanciamento a distanza;
- Lufthansa City Center International – una rete di agenti di viaggio indipendenti affiliati a Lufthansa;
- Lufthansa Consulting – una società di consulenza aeronautica internazionale per compagnie aeree, aeroporti e industrie correlate;
- Lufthansa Flight Training – un fornitore di servizi di formazione per gli equipaggi di varie compagnie aeree e il principale braccio di addestramento per i piloti della compagnia;
- Lufthansa Systems – il più grande provider IT europeo per l'aviazione;
- Lufthansa Technik – fornitori di servizi di manutenzione per gli aeromobili.

## Gestione aziendale
Di seguito sono riportati i principali risultati operativi e commerciali del Gruppo Lufthansa degli ultimi anni (al 31 dicembre):
| Anno | Ricavi (in miliardi di €) | Risultato netto di esercizio (in miliardi di €) | Dipendenti (migliaia) | Passeggeri trasportati (milioni) | Coefficiente di riempimento Medio (in %) | Coefficiente di riempimento medio Cargo (in %) | Numero di aerei | Note   |
| ---- | ------------------------- | ----------------------------------------------- | --------------------- | -------------------------------- | ---------------------------------------- | ---------------------------------------------- | --------------- | ------ |
| 2009 | 22.2                      | −0.04                                           | 117                   | 77.3                             | 77.9                                     | 60.6                                           | 722             | [ 15 ] |
| 2010 | 27.3                      | 1.1                                             | 117                   | 91.2                             | 79.3                                     | 68.0                                           | 710             | [ 15 ] |
| 2011 | 28.7                      | −0.01                                           | 116                   | 100                              | 77.6                                     | 66.8                                           | 636             | [ 15 ] |
| 2012 | 30.1                      | 0.99                                            | 117                   | 103                              | 78.8                                     | 66.9                                           | 627             | [ 15 ] |
| 2013 | 30.0                      | 0.31                                            | 118                   | 104                              | 79.8                                     | 69.1                                           | 622             | [ 15 ] |
| 2014 | 30.0                      | 0.05                                            | 118                   | 106                              | 80.1                                     | 69.9                                           | 615             | [ 15 ] |
| 2015 | 32.0                      | 1.6                                             | 120                   | 107                              | 80.4                                     | 66.3                                           | 602             | [ 15 ] |
| 2016 | 31.6                      | 1.7                                             | 124                   | 109                              | 79.1                                     | 66.6                                           | 617             | [ 15 ] |
| 2017 | 35.5                      | 2.3                                             | 129                   | 130                              | 80.9                                     | 69.3                                           | 728             | [ 15 ] |
| 2018 | 35.5                      | 2.1                                             | 135                   | 141                              | 81.5                                     | 66.6                                           | 763             | [ 15 ] |
| 2019 | 36.4                      | 1.2                                             | 138                   | 145                              | 82.6                                     | 61.4                                           | 763             | [ 15 ] |
| 2020 | 13.5                      | −6.7                                            | 110                   | 36.4                             | 63.2                                     | 69.6                                           | 757             | [ 16 ] |
| 2021 | 16.8                      | −2.1                                            | 105                   | 46.9                             | 61.6                                     | 71.4                                           | 713             | [ 17 ] |
| 2022 | 32.7                      | 0.79                                            | 109                   | 101                              | 79.8                                     | 60.3                                           | 710             | [ 18 ] |
| 2023 | 35.4                      | 1.6                                             | 96.6                  | 122                              | 82.9                                     | 56.4                                           | 721             | [ 19 ] |
| 2024 | 37.6                      | 1.4                                             | 101                   | 131                              | 83.1                                     | 58.2                                           | 735             | [ 14 ] |

## Azionisti
Principali azionisti di Lufthansa Group al 30 gennaio 2025:
- Klaus-Michael Kühne - 15%
- Amundi Asset Management SA - 2,63%
- Norges Bank Investment Management - 2,11%
- The Vanguard Group, Inc. - 1,36%
- iShares MDAX UCITS ETF - 1,10%
- BlackRock Fund Advisors - 0,97%
- Capital Research & Management Co. - 0,82%
- JPMorgan Asset Management (UK) Ltd. - 0,56%
- Deka Investment GmbH - 0,49%
- BlackRock Advisors (UK) Ltd. - 0,47%

### Salvataggio del governo tedesco
Il governo tedesco ha offerto un salvataggio di 9 miliardi di euro per sostenere la compagnia aerea attraverso problemi economici indotti dalla pandemia di COVID-19. Con questo piano di salvataggio, la partecipazione del governo nella compagnia aerea è aumentata al 20%, diluendo le quote di azionisti esistenti. Gli azionisti della compagnia hanno approvato il piano di salvataggio giovedì 26 giugno, offrendo alla compagnia aerea una nuova prospettiva di vita. Nel 2022 Klaus-Michael Kühne diventa il maggior azionista con una quota del 15,01 % con al secondo posto il governo tedesco con il 14,09% .

## Flotta
Flotta di Lufthansa Group:

### Flotta di medio e lungo raggio
| Aereo            | Compagnie aeree operanti |
| ---------------- | --- |
| Airbus A220-100  | ITA Airways, Swiss International Air Lines |
| Airbus A220-300  | ITA Airways, Swiss International Air Lines |
| Airbus A319-100  | Austrian Airlines, Brussels Airlines, Eurowigs, Eurowings Europe, ITA Airways, Lufthansa, Lufthansa City Airlines                                          |
| Airbus A320-200  | Austrian Airlines, Brussels Airlines, Eurowings, Eurowings Europe, Discover Airlines, Edelweiss Air, ITA Airways, Lufthansa, Swiss International Air Lines |
| Airbus A320neo   | Austrian Airlines, Brussels Airlines, Eurowings, Eurowings Europe, ITA Airways, Lufthansa, Lufthansa City Airlines, Swiss International Air Lines          |
| Airbus A321-100  | Lufthansa, Swiss International Air Lines |
| Airbus A321-200  | Austrian Airlines, Eurowings, Lufthansa, Swiss International Air Lines                                                                                     |
| Airbus A321neo   | ITA Airways, Eurowings, Swiss International Air Lines, Lufthansa                                                                                           |
| Airbus A330-200  | Discover Airlines, ITA Airways |
| Airbus A330-300  | Brussels Airlines, Discover Airlines, Lufthansa, Swiss International Air Lines                                                                             |
| Airbus A330-900  | ITA Airways |
| Airbus A340-300  | Edelweiss Air, Lufthansa, Swiss International Air Lines |
| Airbus A340-600  | Lufthansa |
| Airbus A350-900  | Edelweiss Air, ITA Airways, Lufthansa |
| Airbus A380-800  | Lufthansa |
| Boeing 737-800   | SunExpress |
| Boeing 737 MAX 8 | SunExpress |
| Boeing 747-400   | Lufthansa |
| Boeing 747-8i    | Lufthansa |
| Boeing 767-300ER | Austrian Airlines |
| Boeing 777-200ER | Austrian Airlines |
| Boeing 777-300ER | Swiss International Air Lines |
| Boeing 787-9     | Austrian Airlines, Lufthansa |

### Flotta di corto raggio
| Aereo              | Compagnie aeree operanti        |
| ------------------ | ------------------------------- |
| Bombardier CRJ-900 | Lufthansa CityLine              |
| Embraer 190        | Air Dolomiti                    |
| Embraer 195        | Air Dolomiti, Austrian Airlines |

### Flotta cargo
| Aereo                 | Compagnie aeree operanti   |
| --------------------- | -------------------------- |
| Airbus A321-200 (P2F) | Lufthansa Cargo            |
| Boeing 777F           | AeroLogic, Lufthansa Cargo |